# Zoologische Sammlung Rostock

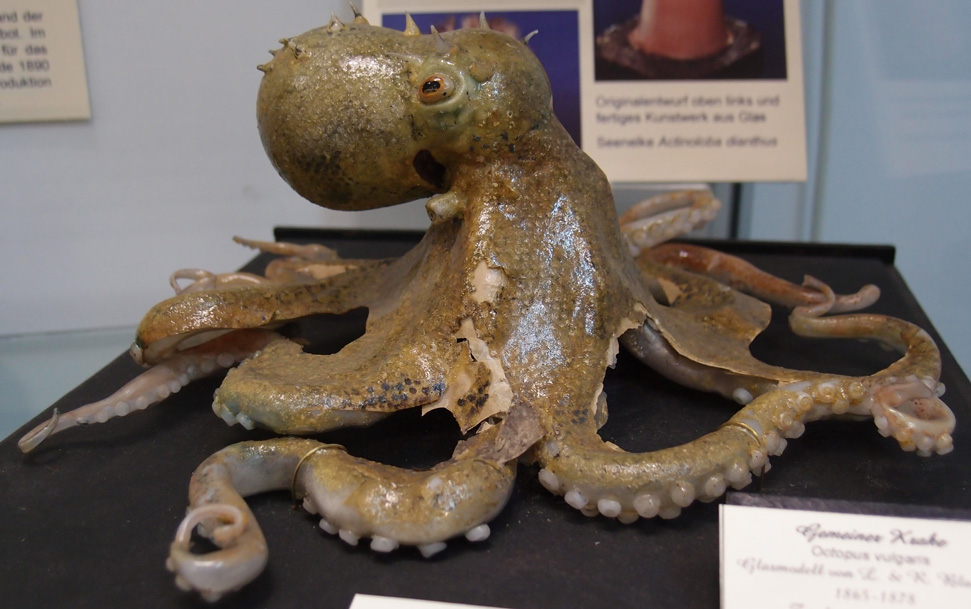
Blaschka-Modell in der Zoologischen Sammlung Rostock

Die Zoologische Sammlung Rostock ist eine wissenschaftliche Universitätssammlung, die dem Lehrstuhl für Allgemeine und Spezielle Zoologie der Universität Rostock angegliedert ist. Die 1775 von Oluf Gerhard Tychsen an der Friedrichs-Universität Bützow gegründete Sammlung  mit einem Schwerpunkt im Bereich Biodiversität und Evolutionsforschung dient der Lehre und Forschung. Teile der Sammlung sind zudem für die Öffentlichkeit zugänglich.

## Geschichte

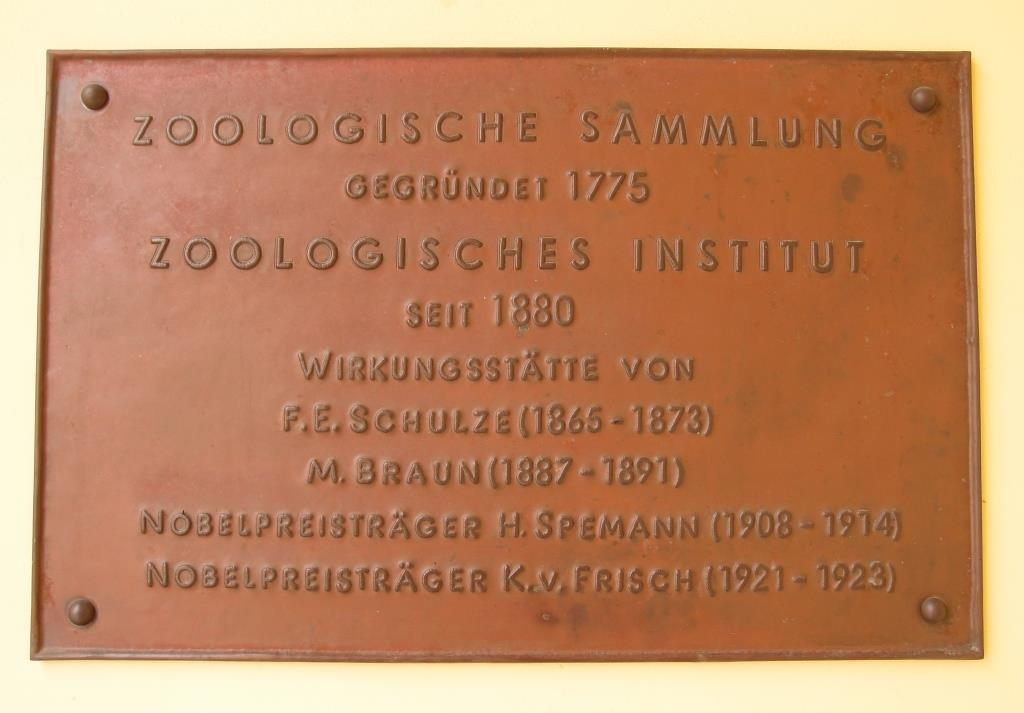
Gedenktafel am Eingang der Zoologischen Sammlung

1775 wurde die Sammlung von dem Orientalisten und Oberbibliothekar der Universitäten Bützow Oluf Gerhard Tychsen als Naturalienkabinett der Universität Bützow gegründet. Mit der Zusammenlegung der Universitäten Bützow und Rostock 1789 mit Standort Rostock wurden die Bestände als Teil des „Akademischen Museums“ im Weißen Kolleg in Rostock untergebracht, 1844 zog die Sammlung nach Übernahme von Teilen der großherzoglichen Sammlung aus Ludwigslust an den Universitätsplatz 1. 1880 bezog die Sammlung Räume am Universitätsplatz 2, an dem sich die Bestände auch heute noch befinden. Seit 2002 existiert im Erdgeschoss des Gebäudes ein Ausstellungsraum, der der Öffentlichkeit zugänglich ist.

## Bestände

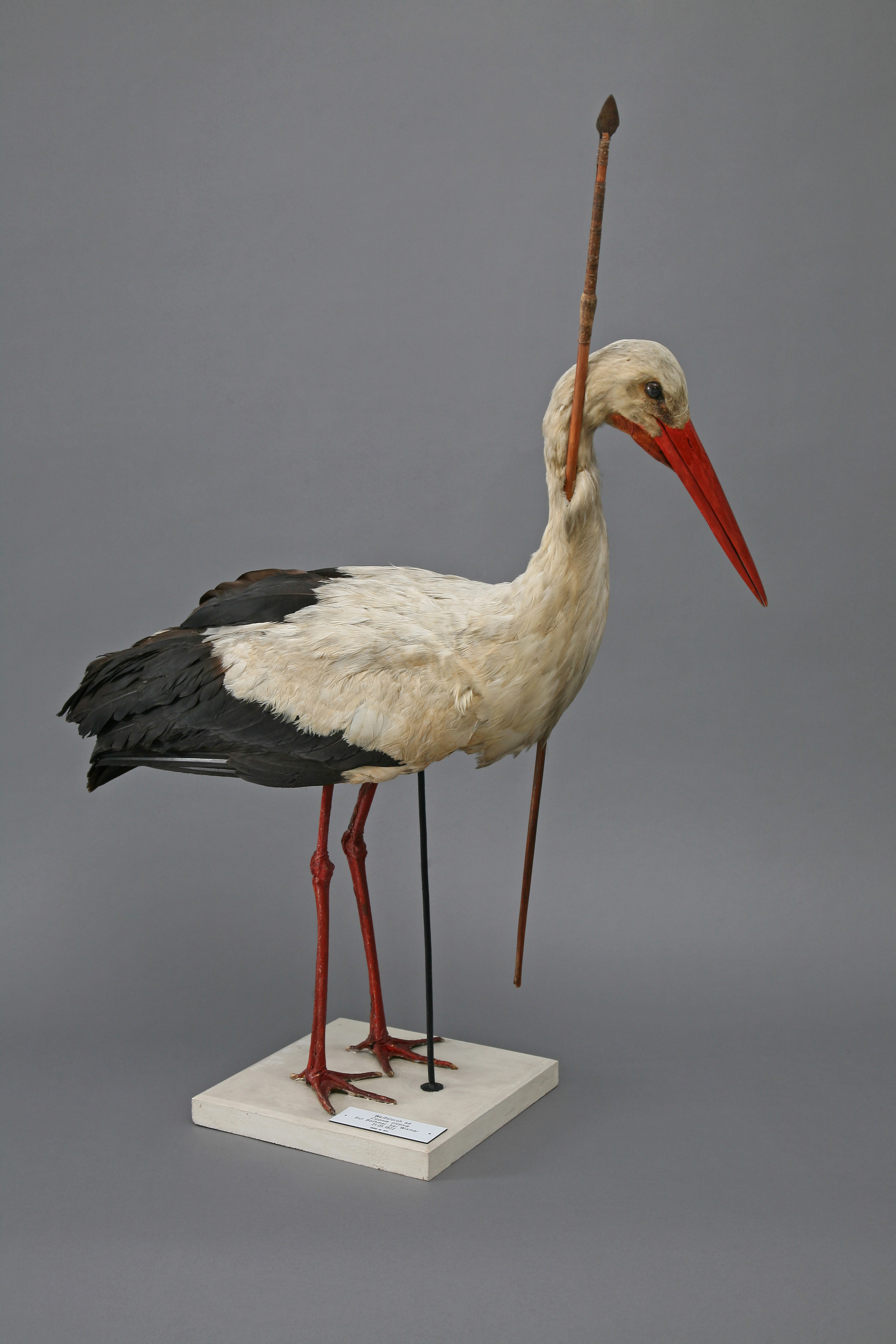
Der Rostocker Pfeilstorch

Die Sammlung verfügt derzeit über etwa 140.000 Serien von Belegstücken. Unter den Sammlungsschwerpunkten befinden sich Serien von Wassermollusken (ca. 14.000), Borstenwürmern (ca. 2.500), Fischen (ca. 2.500), Vögeln (ca. 2.400), Skorpionen (ca. 1.000), sowie Krebstiere (bisher ca. 1.000, im Ausbau). Weitere Schwerpunkte bilden Spezialsammlungen von F. P. Müller (Blattlauspräparate), A. Raddatz (Coleoptera, Diptera), A. Wendt (Coleoptera), S. Brauns (Coleoptera) und O. J. H. Karl (Diptera). Zudem befinden sich in der Sammlung auch zahlreiche Lehrmodelle, u. a. die selten gewordenen Glasmodelle der Blaschkabrüder.
Ein bekanntes Einzelobjekt ist der Rostocker “Pfeilstorch” von 1822 der den ältesten Beleg für den Fernzug von Vögeln darstellt.